# Овидии
Овидиите (на латински: Ovidia; gens Ovidia; Ovidius; Овидий) са плебейска фамилия от Древен Рим.
Известни от фамилията:
- Овидий (* 43 пр.н.е; † 17 г.), древноримски поет.[1]
- Овидий († 135), португалски светия

## Други
- 2800 Ovidius, астероид
- Овид (кратер)